# عبد العزيز بن خالد الغانم المعاضيد
عبد العزيز الغانم المعاضيد (1903 - 1998 الدوحة) أول رئيس مجلس شورى قطري بعد الاستقلال.
ولد بالعاصمة القطرية الدوحة ودرس في حلقات علمها ثم انتقل للحياة العملية مبكرا، وتدرج بالكادر الوظيفي واكتسب الخبرة العملية وهو في مقتبل العمر، وبعد الاستقلال اختاره أمير البلاد انذاك الشيخ خليفة بن حمد آل ثاني ليكون رئيس لأول مجلس شورى في قطر، حيث ساهم بتطوير البلاد وتحديث مرافقها العامة، والعمل على تعديل القوانين والمواد التشريعية لتتلاءم مع تطور المجتمع واحواله من الناحية الاقتصادية والتربوية والانمائية والثقافية.
عرف الغانم بشخصيته القيادية الحكيمة، وسعة صدره والتزامه الديني والاخلافي تولى قضايا التحكيم والنزاعات الفئوية العامة.
سكن عبد العزيز بن خالد في منطقة كانت ولا زالت تسمى فريج الغانم القديم، وهي منطقة تقع في قلب الدوحة وتبعد عن البحر بضع مئات من الامتار فقط، وكلمة«فريج» باللهجة القطرية تعني«حي» وقد سميت المنطقة بذلك الاسم لتواجده وبعض من افراد العائلة فيها لفترة تجاوزت العشر سنوات ثم انتقل بعدها إلى منطقة باتجاه الجنوب تسمى «فريج الغانم الجديد»، فاصبح بذلك هناك منطقتين في دولة قطر تحمل اسم منطقة الغانم نسبة إلى العائلة التي سكنت، ولا يزال قصر ومجلس عبد العزيز بن خالد الغانم معلما رئيسيا في منطقة الغانم الجديدة.
تزوج وانجب 5 ذكور و8 بنات، ابناؤه الذكور هم خالد وعبد الله وعبد الرحمن وثامر وسلطان، وقد تم انتخاب حفيده محمد بن خالد الغانم كعضو مجلس شورى.
ترك الشيخ عبد العزيز بن خالد الغانم ارثا كبيرا، اتحد أعضاء الاسرة بعد وفاته واسسو شركة حملت اسم المتوفى «مجموعة عبد العزيز بن خالد الغانم» تعتبر من أكبر الشركات العقارية العائلية في دولة قطر راس مالها المدفوع خمسون مليون ريال قطري وتجاوزت قيمة اصولها في عام 2010 النصف مليار ريال قطري وفي عام 2016 المليار ريال قطري وتضم تحتها عدة شركات جانبية وفروع واقسام مثل الدوحة يو بي في سي وسبكو للمضخات والغانم للاستثمارات والدوحة كويك سبان وغيرها.